# Linia kolejowa Heudeber – Mattierzoll
Linia kolejowa Heudeber – Mattierzoll – nieistniejąca obecnie normalnotorowa linia kolejowa. Łączyła linię kolejową Halle – Vienenburg w Heudeber-Danstedt w dzisiejszym landzie Saksonia-Anhalt z dworcem Mattierzoll w powiecie Wolfenbüttel na terytorium landu Dolna Saksonia.

## Historia
Pierwszym operatorem linii było przedsiębiorstwo Kleinbahn-AG Heudeber-Mattierzoll. Jego założycielami były: Królestwo Prus, prowincja Saksonia, okręg Halberstadt oraz przedsiębiorstwo budowy kolei Lenz & Co., które do 1903 r. również było operatorem. Następnie prowincja Saksonia przejęła udziały oraz obsługę linii (1923 r.) od wyżej wymienionego przedsiębiorstwa.
Ruch towarowy na linii został uruchomiony 1 sierpnia 1898 r.; ruch pasażerski zaczął się odbywać na trasie miesiąc później. Podział Niemiec na strefy okupacyjne po zakończeniu II wojny światowej, doprowadził latem 1945 r. do zlikwidowania przewozów między Mattierzoll a Veltheim. Następnym krokiem miała być rozbiórka infrastruktury linii i przekazanie jej ZSRR w ramach reparacji wojennych, do czego jednak nie doszło.
Po II wojnie światowej zarządcą linii stała się firma Sächsischen Provinzbahnen. Następnie, 1 kwietnia 1949 r. zarządzanie linią przejęło przedsiębiorstwo Deutsche Reichsbahn.
W 1951 r. dotychczasowy dworzec w Heudeberze zamknięto i dobudowano bocznicę łączącą torowisko z linią kolejową Halle – Vienenburg.
Przewozy pasażerskie między Veltheimem a Hessen zlikwidowano 20 października 1961, natomiast 7 grudnia 1969 r. zamknięto całą linię. Torowisko nie zostało jednak rozebrane, gdyż ze względu na bliskość granicy w sytuacji kryzysowej mogłoby zostać ponownie wykorzystane. Odcinek Heudeber-Danstedt–Zilly został nawet odremontowany, zamknięto go jednak w 1995 r.